# آلان سنودي
آلان سنودي (بالإنجليزية: Alan Snoddy)‏ (ولد في 29 مارس 1955) هو حكم متقاعد من أيرلندا الشمالية، حكم مباراتين في كأس العالم: واحدة في عام 1986 وواحدة في عام 1990. في كأس العالم عام 1986 حكم المباراة بين المغرب و البرتغال في غوادالاخارا التي انتهت 3-1 للمغرب. في كأس العالم 1990 حكم المباراة بين كولومبيا وألمانيا الغربية التي انتهت 1-1 في سان سيرو في ميلانو.
عمل لمدة عامين ونصف كرئيس للجنة الحكام القبرصية، وفي فبراير 2020 أنهى فترة 16 شهرًا كمستشار للتحكيم في اتحاد لاتفيا لكرة القدم.

## روابط خارجية
- آلان سنودي على موقع Soccerway.com (الإنجليزية)
- Alan Snoddy referee profile at Soccerway
- Alan Snoddy referee profile at WorldFootball.net
- Alan Snoddy at WorldReferee.com